# Skublics Gyula
Besenyői és velikei Skublics Gyula (Besenyő, Zala vármegye, 1831. január 29. – Besenyő, Zala vármegye, 1906. május 24.) Zala vármegye főispánja, zalai földbirtokos, 1848-as honvéd.

## Élete
A nemesi származású besenyői és velikei Skublics család sarja. Édesapja besenyői és velikei Skublics Alajos (1791-1835), édesanyja köbölkúti Ivánkovics Franciska (1798-1836) volt. Apai nagyszülei besenyői és velikei Skublics Zsigmond (1752-1799), földbirtokos és alapi Salamon Róza (1759-1833); az anyai nagyszülei köbülkuti Ivánkovics Lázár, földbirtokos és Kövér Erzsébet voltak. Skublics Gyula leánytestvérei: Skublics Laura (1826–1865), akinek a férje, Habsburg–Lotaringiai Ernő főherceg (1824–1899); Skublics Konstancia (1821–1901), akinek a férje, nemes Novák Ferenc (1812-1887) Zala vármegye főispánja, királyi hétszemélynök; valamint Skublics Matild (1822–1865), akinek a férje, egri Kecskeméthy Albert (1816–1908), Zala vármegye főmérnöke, az 1848-as szabadságharc századosa volt.
Az igen fiatal Skublics Gyula 1848. augusztus 1-étől hadapród a császár királyi 5. huszárezred magyar hadügyminisztériumi alárendeltségébe került tartalék századánál. December 16-ától hadnagy lett, majd 1849. február 16-án főhadnagy a 12. Nádor huszárezrendben. A szabadságharc végén századával kimenekül, 1849 októberében azonban a menekülők nagyobb részével hazatér Viddinből. 1864. október 23-a és 1865. augusztus 23-a között Zala vármegye főispánja volt.
1906. május 24-én, 76 éves korában hunyt el Badacsonyban.

## Házassága és gyermekei
1855. május 8.-án Zalahalápon elvette várbogyai és nagymadi Bogyay Hermin Alojzia Terézia (*Zalahaláp, 1833. december 31.–†Pusztadörögd, 1904. november 25.) kisasszonyt, várbogyai Bogyay Lajos (1803–1875), királyi kamarás, Zala megyefőnöke, és várbogyai Bogyay Eleonóra (1808–1883) lányát. A menyasszony apai nagyszülei várbogyai és nagymádi Bogyay Ignác (1778-1805), földbirtokos és bocsári Svastics Jozefa (1780-1819); az anyai nagyszülei várbogyai és nagymadi Bogyay Péter (1779-1859) és bezerédi Bezerédj Magdolna (1788-1829) voltak. A házasságukból született:
- Skublics Izabella, kapivári Kapy Miklós (1856–1919) felesége.